# Ornorectes cristatus
El pitohuí crestado (Ornorectes cristatus) es una especie de ave paseriforme de la familia Oreoicidae endémica de Nueva Guinea. Es la única especie del género Ornorectes. Anteriormente se clasificaba en la familia Pachycephalidae.

## Distribución y hábitat
Se encuentra únicamente en los bosques húmedos tropicales de tierras bajas y laderas bajas de montes y montañas de la isla de Nueva Guinea.